# فرانک چیپرفیلد
فرانک چیپرفیلد (انگلیسی: Frank Chipperfield؛ 2 December 1895 – ۱۹۷۹ (۸۳−۸۴ سال)) بازیکن فوتبال بود.